# Grupos étnicos de América Central
Los grupos étnicos de América Central corresponden a pueblos de origen indígena, europeo, africano, y asiático, y a sus mezclas, que coexisten en los distintos países de esta región. América Central tiene una población de más de 50 millones de habitantes, y políticamente se divide en seis naciones hispanas (Costa Rica, El Salvador, Guatemala, Honduras, Nicaragua y Panamá) y una excolonia británica (Belice).
Tres quintas partes de los centroamericanos se identifican como mestizos (llamados ladinos en Guatemala), en la época colonial este término se adjudicaba a los nacidos de madre indígena y padre europeo, aunque en la actualidad todos los habitantes presentan grados de mestizaje incluyendo la ascendencia africana; un quinto pertenecen a los pueblos étnicos amerindios; también existen pequeñas comunidades que se autoreportan como mulatos (en la época colonial era el nombramiento de hijos de padre europeo y madre africana), zambos (de padre indígena y madre africana), los que se autodenominan descendientes de europeos, chinos, indostaníes, y africanos.

## Composición étnica

### Censos oficiales
Según los últimos censos oficiales llevados a cabo en cada uno de los países centroamericanos, la composición étnica de la región es la siguiente:
| País        | Mestizo | Indígena | Blanco | Creole o Garífuna | Negro | Mulato | Asiático | Otro   | No declarado | Año  | Fuente   |
| ----------- | ------- | -------- | ------ | ----------------- | ----- | ------ | -------- | ------ | ------------ | ---- | -------- |
| Belice      | 49,73%  | 9,92%    | 4,68%  | 25,38%            | 0,37% | -      | 3,26%    | 6,49%  | 0,12%        | 2010 | SIB      |
| Costa Rica  | -       | 2,42%    | -      | -                 | 1,05% | 6,72%  | 0,21%    | 87,37% | 2,21%        | 2011 | INEC     |
| El Salvador | 86,34%  | 0,23%    | 12,74% | -                 | 0,13% | -      | -        | 0,56%  | -            | 2007 | DIGESTYC |
| Guatemala   | 60,06%  | 39,40%   | -      | 0,04%             | -     | -      | -        | 0,47%  | -            | 2002 | INE      |
| Honduras    | 82,93%  | 7,24%    | 7,87%  | 1,63%             | 1,39% | -      | -        | 6,55%  | -            | 2013 | INE      |
| Nicaragua   | -       | 2,07%    | -      | 2,79%             | -     | -      | -        | 3,75%  | 91,36%       | 2005 | INIDE    |
| Panamá      | -       | 12,26%   | -      | -                 | 9,19% | -      | -        | -      | 78,55%       | 2010 | INEC     |

### Otras fuentes
De acuerdo al antropólogo mexicano Francisco Lizcano Fernández, la composición racial de los países centroamericanos es la siguiente:
| País            | Indígena | Blanco | Mestizo | Mulato | Negro | Creoles y Garífunas | Asiáticos |
| --------------- | -------- | ------ | ------- | ------ | ----- | ------------------- | --------- |
| Belice          | 10,6%    | 4,3%   | 48,7%   | -      | 0,3%  | 31,0%               | 3,7%      |
| Costa Rica      | 0,8%     | 82,0%  | 15,0%   | -      | -     | 2,0%                | 0,2%      |
| El Salvador     | 8,0%     | 1,0%   | 91,0%   | -      | -     | -                   | -         |
| Guatemala       | 53,0%    | 4,0%   | 42,0%   | -      | -     | 0,2%                | 0,8%      |
| Honduras        | 7,7%     | 1,0%   | 85,6%   | 1,7%   | -     | 3,3%                | 0,7%      |
| Nicaragua       | 6,9%     | 14,0%  | 78,3%   | -      | -     | 0,6%                | 0,2%      |
| Panamá          | 8,0%     | 10,0%  | 32,0%   | 27,0%  | 5,0%  | 14,0%               | 4,0%      |
| América Central | 21,1%    | 13,5%  | 59,5%   | 2,4%   | 0,4%  | 2,2%                | 0,8%      |

The CIA World Factbook señala que la composición étnica de América Central es la siguiente:
| País        | Mestizo | Blanco | Amerindio | Negro | Mulato | Otros |
| ----------- | ------- | ------ | --------- | ----- | ------ | ----- |
| Belice      | 52,9%   | 4,8%   | 11,3%     | 25,9% | -      | 5,1%  |
| Costa Rica  | 83,6%   | 83,6%  | 2,4%      | 1,1%  | 6,7%   | 6,2%  |
| El Salvador | 86,3%   | 12,7%  | 0,2%      | 0,1%  | -      | 0,6%  |
| Guatemala   | 60,1%   | 60,1%  | 39,3%     | -     | -      | 0,6%  |
| Honduras    | 90,0%   | 1,0%   | 7,0%      | 2,0%  | -      | -     |
| Nicaragua   | 69,0%   | 17,0%  | 5,0%      | 9,0%  | -      | -     |
| Panamá      | 65,0%   | 6,7%   | 12,3%     | 9,2%  | 6,8%   | -     |

En la encuesta Latinobarómetro de 2016, los habitantes de Centroamérica  (con excepción de Belice) se autoidentificaron de la siguiente forma:
| País        | Mestizo | Blanco | Indígena | Mulato | Negro | Otra raza | Asiático | NS/NR |
| ----------- | ------- | ------ | -------- | ------ | ----- | --------- | -------- | ----- |
| Costa Rica  | 31%     | 40%    | 4%       | 17%    | 3%    | 1%        | 1%       | 3%    |
| El Salvador | 68%     | 10%    | 5%       | 4%     | 4%    | 0%        | 2%       | 0%    |
| Guatemala   | 32%     | 17%    | 45%      | 1%     | 1%    | 1%        | 0%       | 3%    |
| Honduras    | 67%     | 1%     | 13%      | 16%    | 2%    | 1%        | 1%       | 0%    |
| Nicaragua   | 67%     | 6%     | 8%       | 2%     | 3%    | 0%        | 1%       | 13%   |
| Panamá      | 53%     | 16%    | 7%       | 5%     | 10%   | 1%        | 1%       | 7%    |

## Mestizos

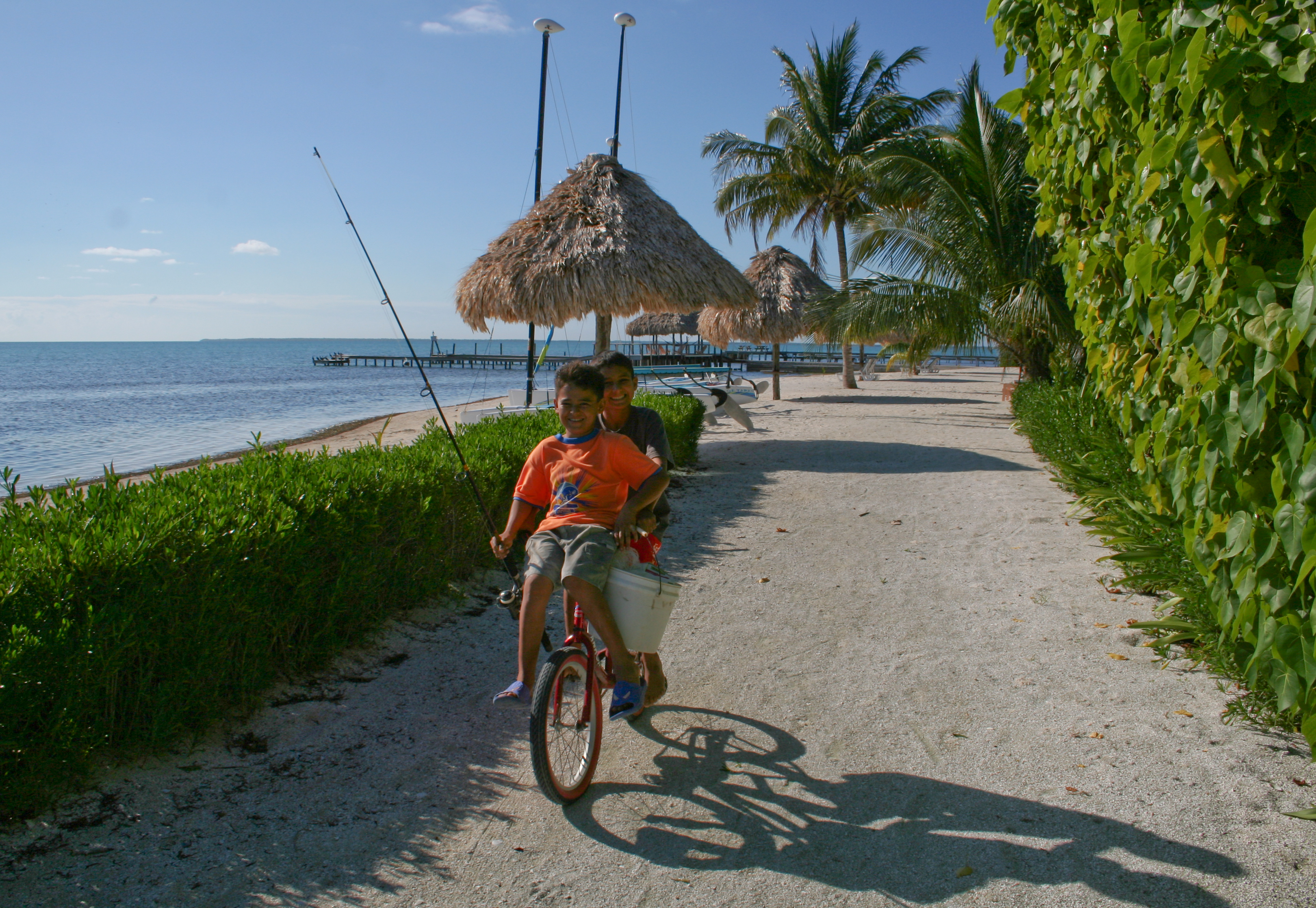
Niños en Fort George's Caye, Belice.

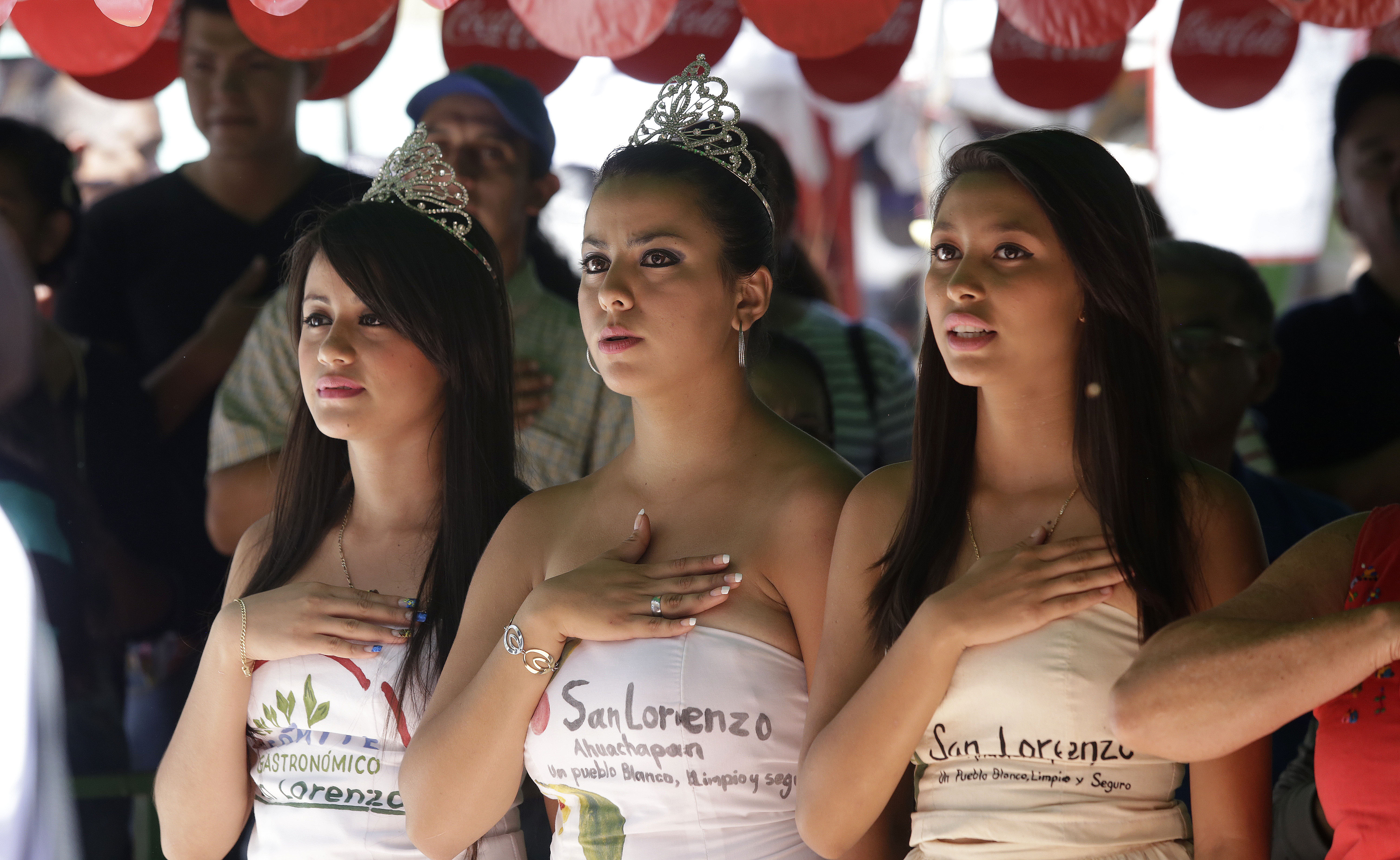
Jóvenes salvadoreñas.

Los mestizos aparecieron poco después de la llegada de los europeos al continente americano, cuando la escasez de mujeres blancas hizo que los conquistadores se unieran a mujeres indígenas. Tras la implantación del sistema de castas, apareció una multitud de términos para denominar a los mestizos de acuerdo a la cantidad de sangre europea o indígena que tuvieran. Al mestizo de primera generación se le llamó mestizo limpio o mestizo bueno, al que eran producto de la unión de un español y una mestiza, castizo, y al que lo era de la unión de un mestizo y una india, coyote. De un coyote y una india nacía un chamizo salta atrás y de un español y una castiza, otro español, ya que a diferencia de la sangre africana, la sangre indígena podía "limpiarse". Los mestizos ocuparon un lugar intermedio en la pirámide social de la Colonia, por debajo de los españoles y criollos, pero por encima de los indígenas y los negros.
Aunque Belice fue una colonia británica, a partir de 1847 recibió una cantidad considerable de mestizos yucatecos que huían de la Guerra de Castas. Además, miles de mestizos procedentes de Guatemala, El Salvador y Honduras llegaron como refugiados políticos a partir de la década de 1980.
Actualmente, a pesar de que biológicamente todos los habitantes tienen grados de mestizaje, la categoría mestizo es una identificación cultural py son el grupo étnico más numeroso de Centroamérica, siendo la mayoría de la población de El Salvador, Honduras, Nicaragua, y según algunas fuentes, de Belice, Guatemala y Panamá.
En Costa Rica, los mestizos son la primera minoría étnica y se les encuentra distribuidos de forma importante en todas las provincias y clases sociales del país. A partir de los años 1980, la masiva inmigración de nicaragüenses ha generado algunos cambios en la composición genética costarricense, contribuyendo al mestizaje de su población.

### Ladinos
El término ladino procede de latino, y se utiliza en Guatemala para nombrar a la población mestiza o hispanizada El Gobierno de Guatemala define a los ladinos como aquellas personas que se expresan en español como idioma materno, poseen costumbres hispanas matizadas con préstamos culturales indígenas, y que visten a la usanza Occidental. Según el censo de 2002 los ladinos son el grupo racial autoidentificado más grande de Guatemala, concentrándose principalmente en la parte oriental del país y en las zonas urbanas.

### Galería

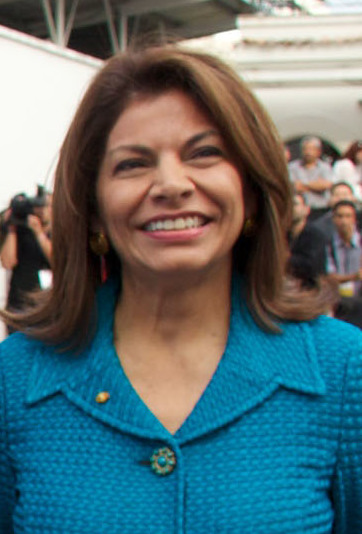
Laura Chinchilla, presidente de Costa Rica (2010-2014)
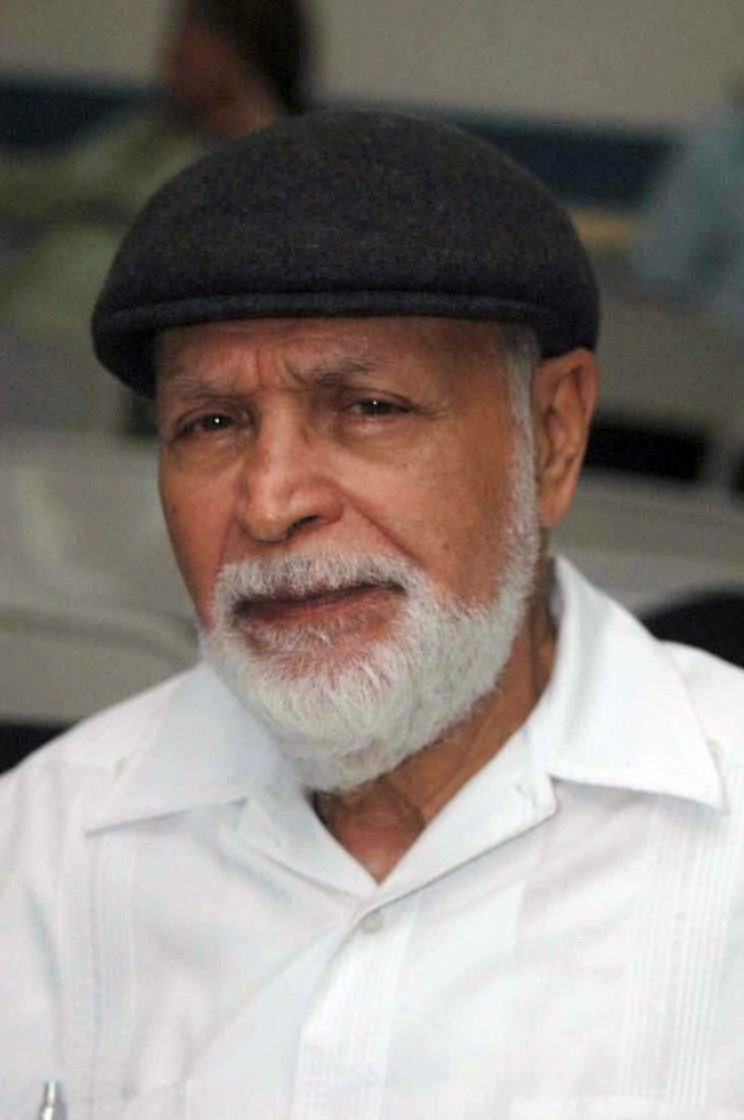
Roberto Sosa, escritor hondureño
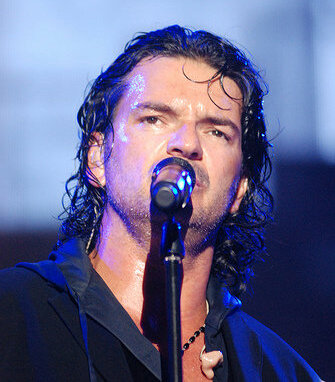
Ricardo Arjona, cantante guatemalteco
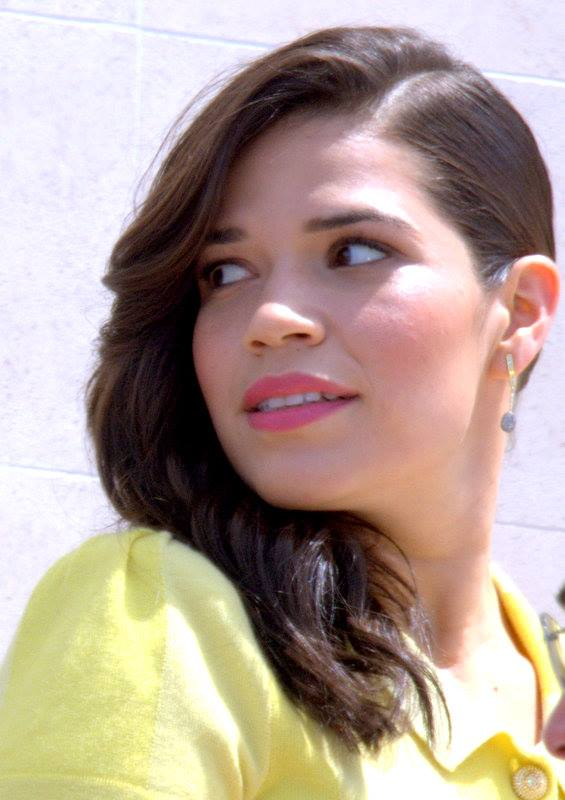
America Ferrera, actriz estadounidense de origen hondureño
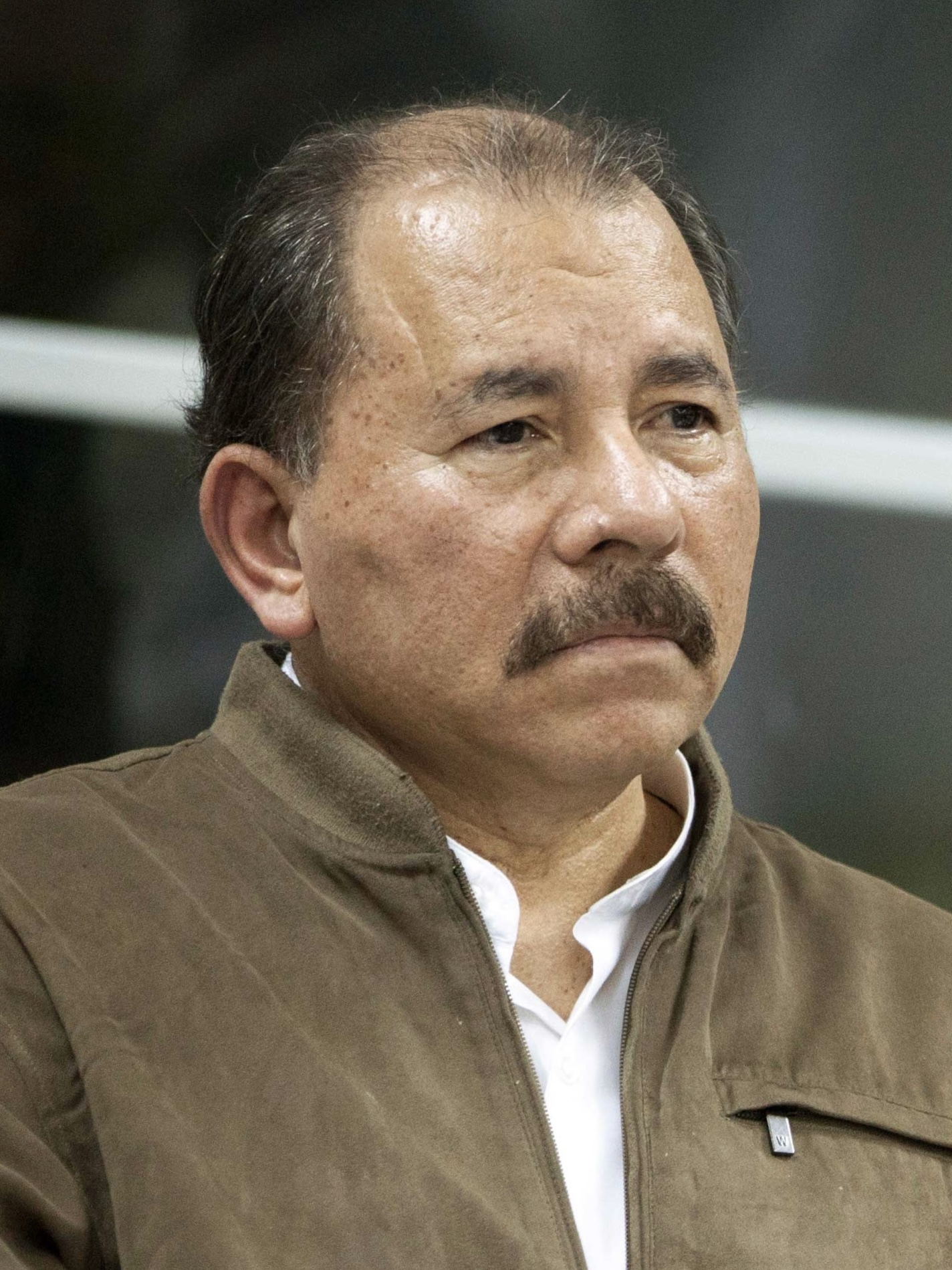
Daniel Ortega, presidente de Nicaragua (1979-1990; 2007-)
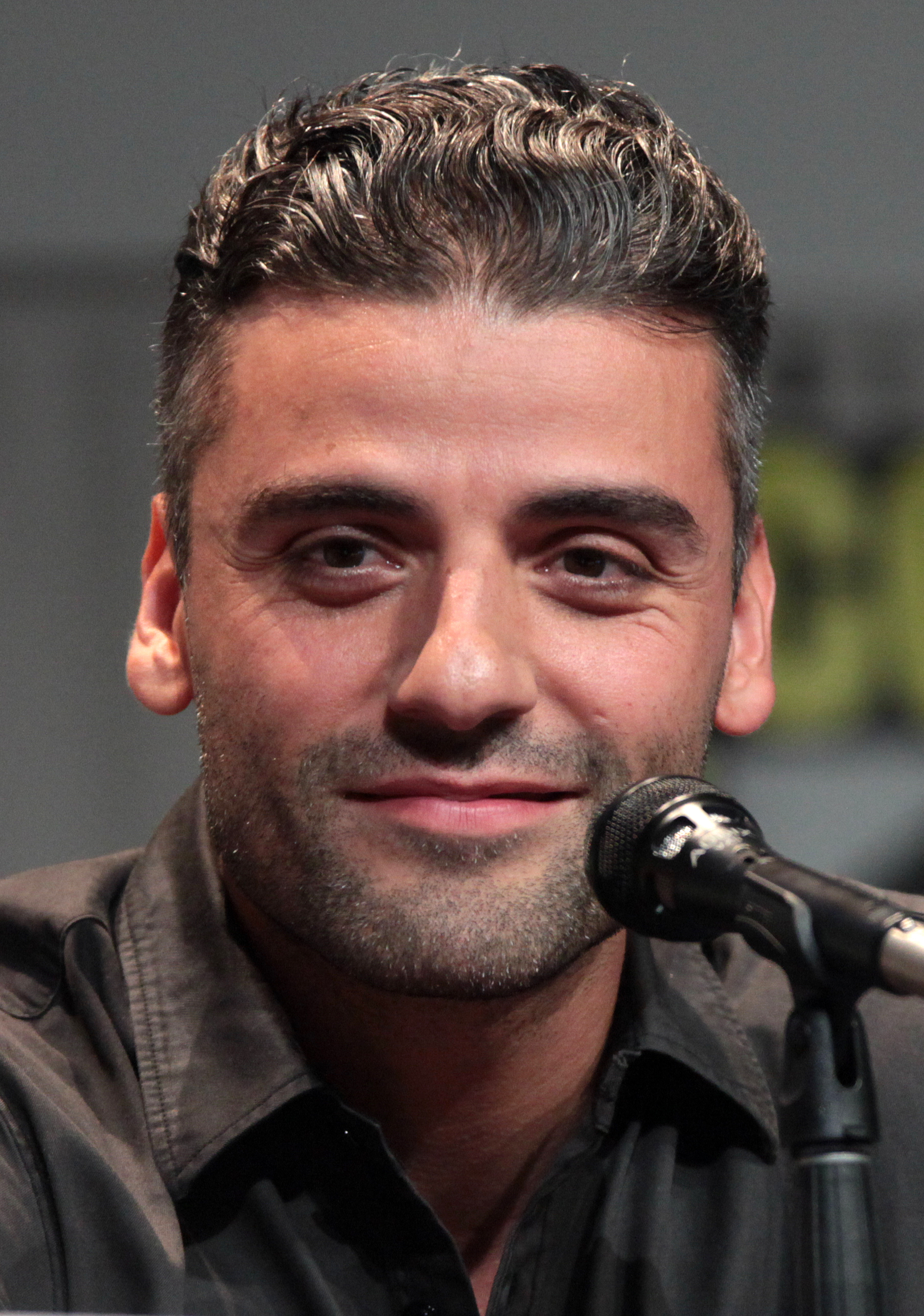
Oscar Isaac, actor Estadounidense de origen Guatemalteco.

## Indígenas

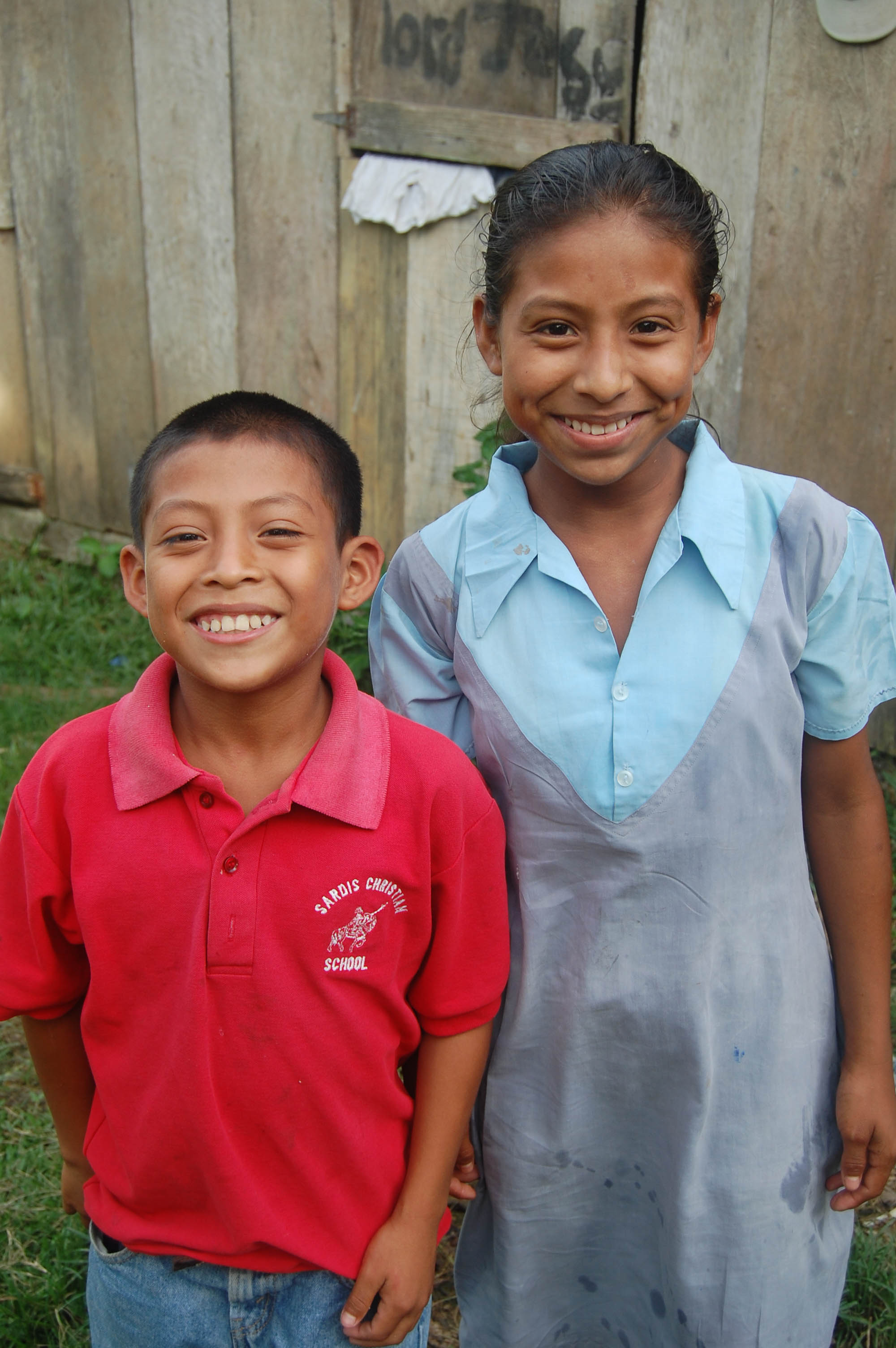
Niños mayas en Belice.

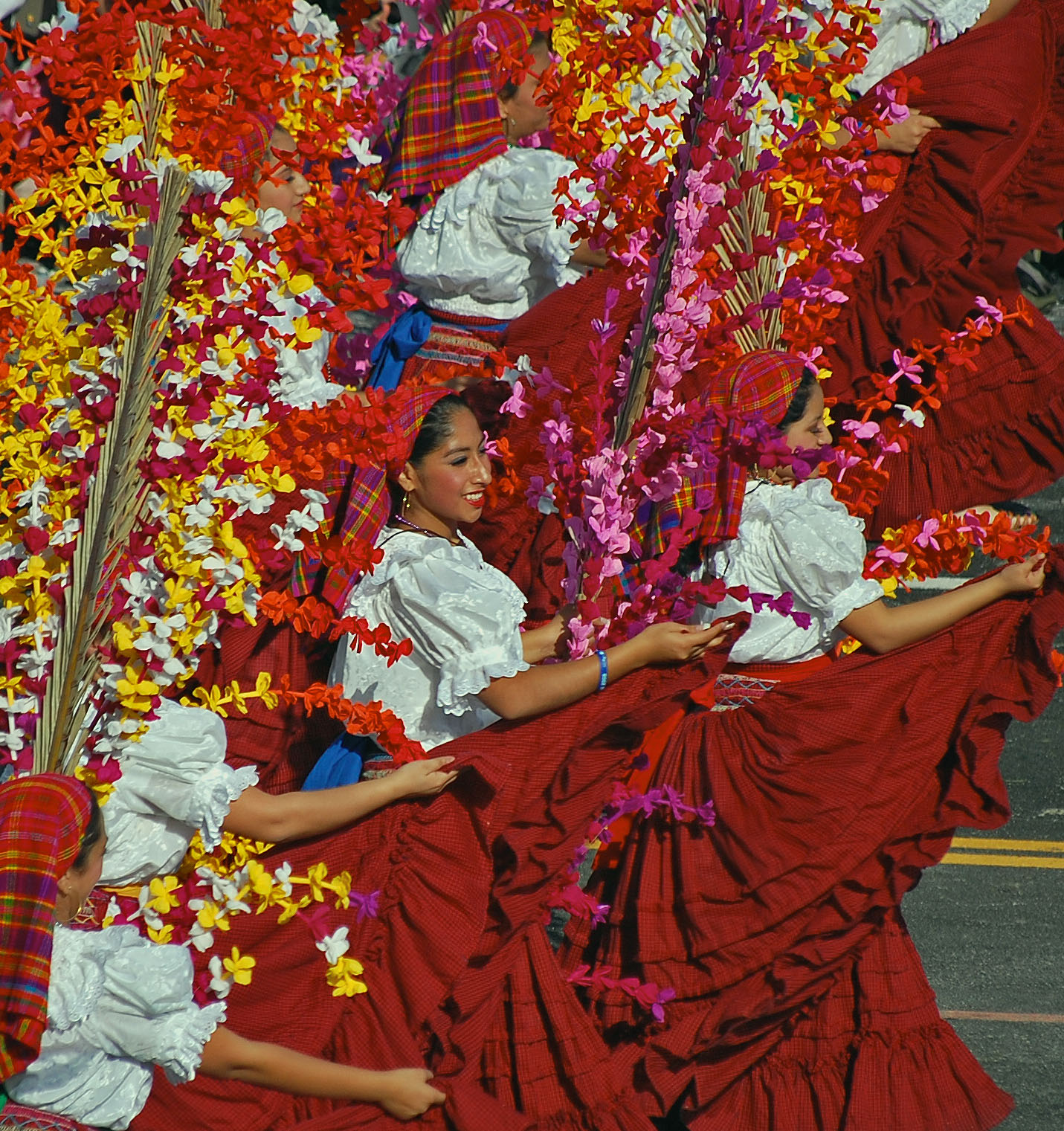
Danza indígena en El Salvador.

Se estima que poco antes de la llegada de los europeos había 2 millones de indígenas en Guatemala, 750 mil en Honduras y Belice, medio millón en El Salvador, 764 mil en Nicaragua, un millón en Panamá, y 400 mil en Costa Rica. El Área Cultural Mesoamericana cubría la mayor parte de Centroamérica, desde el sur de México hasta la península de Nicoya, pasando por Guatemala, Belice, El Salvador, la parte occidental de Honduras y Nicaragua. El resto de la región hacía parte del Área Intermedia. Las culturas de la zona mesoamericana eran las más avanzadas, llegando incluso a organizarse como sociedades estatales; mientras tanto, los pueblos del sur se dividían en aldeas, cuya vida giraba en torno al cultivo intensivo de yuca y maíz.
Tras el arribo de los conquistadores españoles, la población indígena se redujo drásticamente debido a las epidemia y la guerra. El sistema de castas asignó a los indígenas el lugar más bajo de la escala social, solo por encima de los individuos de origen africano. No obstante, la clase dirigente indígena siguió gozando de ciertos privilegios (por ejemplo, los caciques ostentaban la dignidad de hidalgos). Durante la instaurada época colonial rápidamente se perdió la pureza racial de continente por medio de procesos espontáneos de encuentros multirraciales, aunque la pertenencia dentro de las tribus indígenas siguió siendo fuerte en Guatemala, no así en Costa Rica.  
En la época republicana, la ideología del blanqueamiento hizo que las élites intelectuales buscaran invisibilizar a la población dentro de pueblos indígenas, ya que concebían a los países centroamericanos como sociedades étnicamente homogéneas en cultura hispana.
Hoy en día la mayoría de las personas que reportan ser de etnias indígenas en Centroamérica viven en Guatemala, con el resto concentrándose principalmente en El Salvador y Honduras. Aunque solo el 0,2 % de los salvadoreños se declararon indígenas en el censo de 2007, se estima que otras poblaciones indígenas no contadas en el censo terminan por conformar entre el 8 % y el 12 % de la población de ese país. Además, los indígenas constituyen alrededor de una décima parte de las poblaciones de Belice y Panamá.

### Mayas
Los mayas son la etnia indígena más numerosa de Centroamérica, representando dos quintas partes de la población de Guatemala y la práctica totalidad de la población indígena de Belice. Los mayas hablan idiomas que pertenecen a las lenguas mayenses, y en el primer milenio de la era cristiana formaron una avanzada civilización en las selvas de la península de Yucatán. El gobierno de Guatemala reconoce la existencia de 22 subgrupos dentro de la etnia maya (K'iche', Q'eqchi', Kakchiquel, Mam, Q'anjob'al, Poqomchi', Achí, Ixil, Tz'utujil, Chuj, Jakalteko, Ch'orti', Poqomam, Akateko, Awakateko, Sipakapense, Sakapulteko, Uspanteko, Mopán, Tektiteko,  Itzá y Chalchiteko), que suman cerca de 4 millones y medio de personas. En Belice se reconocen tres subgrupos mayas (Q'eqchi', Mopán y Yucateco), y en Honduras uno (Maya-Chortí).

### Otros grupos
Los lencas son el grupo indígena más grande de Honduras, y también están presentes en El Salvador, totalizando más de 450 mil individuos en ambos países.
Los indígenas que conservan la cultura chibcha suman más de 430 mil personas en Panamá (ngäbes, kunas, buglés, téribes, bokotas y bribris), Costa Rica (bribris, cabécares, ngäbes, borucas, huetares, téribes, térrabas y guatusos), Honduras (pech) y Nicaragua (ramas).
Los de la familia otomangue (chorotegas y sutiabas) rondan los 80 mil miembros en Nicaragua y Costa Rica; en tanto los de familia misumalpa alcanzan los 50 mil individuos en Nicaragua (matagalpas y mayangnas), Honduras (tawahkas y ulwas) y El Salvador (cacaoperas).
Los autoidentificados indígenas de lengua chocó son cerca de 40 mil personas pertenecientes a los pueblos embera y waunana de Panamá. Una población similar posee la etnia tolupán que habita en el oriente de Honduras.
Los pueblos nahuas, como los pipiles o los nicaraos, superan los 20 mil individuos en Nicaragua, El Salvador y Honduras.
Los xincas son el único grupo indígena no maya en Guatemala, y El Salvador, según el censo de 2002 cuentan con una población de algo menos de 20 mil personas identificadas. Más de 200 mil en el censo del año 2018.

### Galería

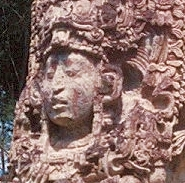
Uaxaclajuun Ub'aah K'awiil, gobernante de Copán durante la época prehispánica.
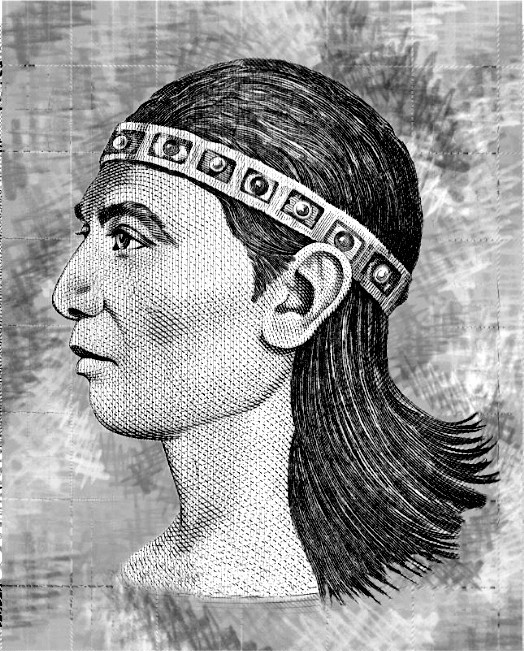
Lempira (1499-1537), cacique de etnia lenca que lideró una resistencia contra las fuerzas españolas durante 12 años.
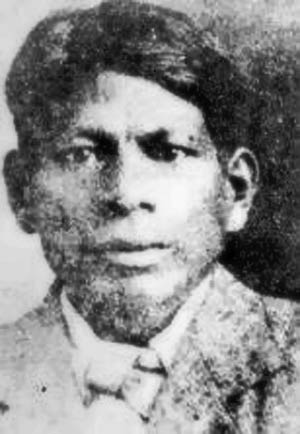
Victoriano Lorenzo (1867-1903), líder político panameño de etnia ngäbe.
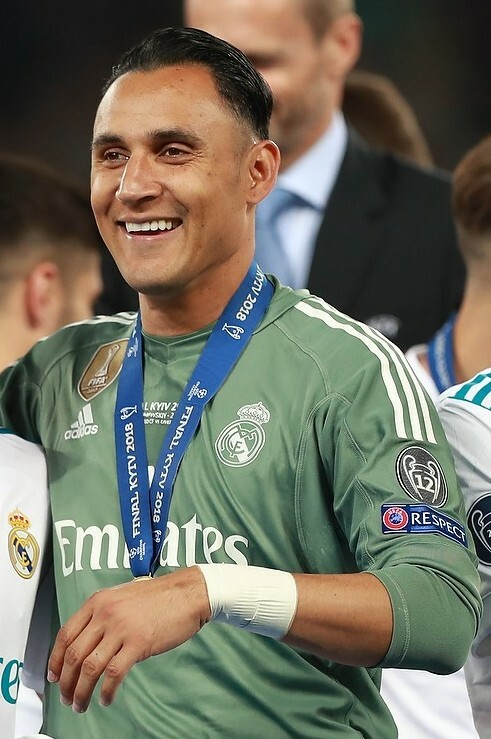
Keylor Navas, futbolista costarricense de ascendencia térraba
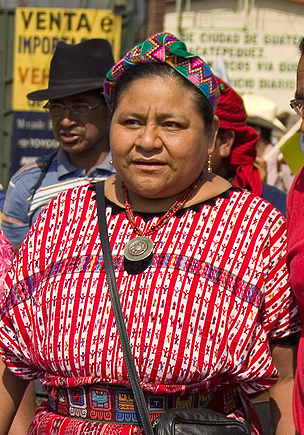
Rigoberta Menchú, activista indigenista guatemalteca de etnia maya galardonada con el Premio Nobel de la Paz (1992)
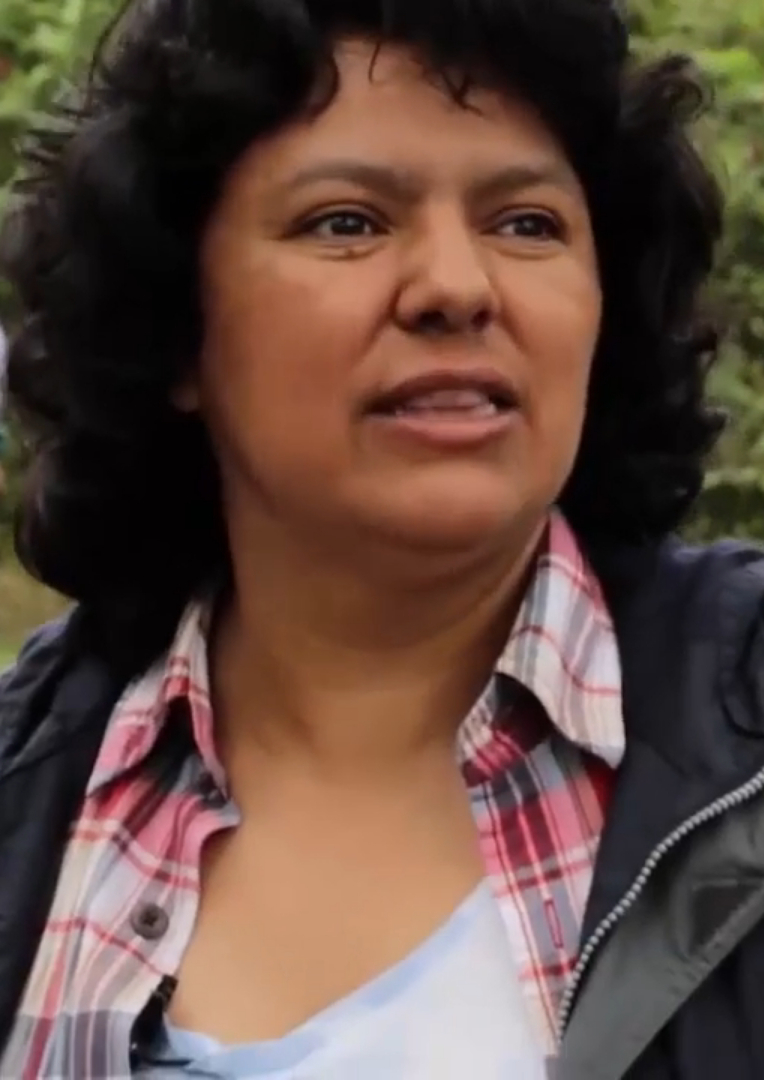
Berta Caceres, ambientalista hondureña de origen lenca.

## Blancos

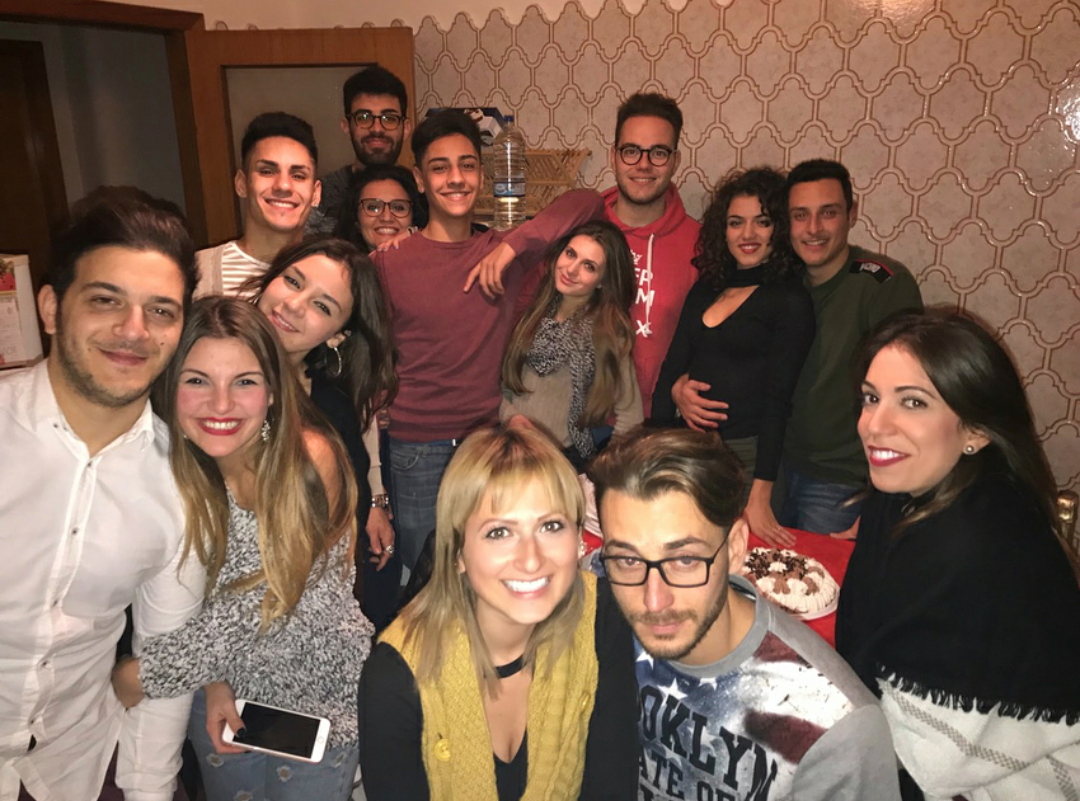
Jóvenes costarricenses en San José.

El primer contacto de los europeos con Centroamérica se produjo en 1502, durante el cuarto viaje de Cristóbal Colón, que navegó las costas caribeñas de las actuales Honduras, Nicaragua, Costa Rica y Panamá.
Tras la conquista de la población nativa, los españoles establecieron un sistema de castas en la que ellos y sus descendientes ocuparon la parte superior de la pirámide social. Sin embargo, los españoles nacidos en América (criollos) desempeñaron un papel secundario dentro del sistema, siendo los peninsulares quienes tenían derecho a los altos cargos políticos, religiosos y militares. Es por esta razón que fueron los criollos quienes iniciaron los movimientos independentistas a principios del siglo XIX. De acuerdo con Rosenblat, los mestizajes espontáneos llegaron hasta las clases altas (nominalmente de pureza racial europea), y habitantes que provenían de varios mestizajes al acumular fortuna y recibir educación religiosa podían llegar a autoidentificarse como criollos o incluso españoles.
En todo caso, los españoles siempre fueron minoritarios en Centroamérica, representando solo el 4% de la población de la Capitanía General de Guatemala en 1778.
En Belice el principal asentamiento colonial fue el de los Baymen, piratas ingleses y escoceses dedicados al comercio de palo de tinte.
En la época republicana, un notable número de alemanes llegó principalmente a Nicaragua, Guatemala y Costa Rica, para dedicarse al cultivo del café y otras actividades agrícolas y mineras. También hubo un intento de colonización belga en la región caribeña de Guatemala.
La construcción de grandes obras de infraestructura como el Canal de Panamá demandó la entrada de miles de trabajadores españoles, italianos y griegos. Asimismo, las Guerras Mundiales, el éxodo republicano español y la estabilidad política, llevaron a cientos de migrantes europeos a Costa Rica, principalmente españoles, italianos, franceses aunque también de otras nacionalidades.
De igual modo, la migración árabe fue importante en varios de los países de la región. En Honduras y El Salvador la entrada de palestinos creó una poderosa élite comercial , que también tiene una importante influencia política en Belice y Nicaragua. Mientras que en Costa Rica, la mayor parte de la población árabe es de origen libanés.
En cuanto a la población judía, su presencia en Centroamérica se remonta a la época colonial, principalmente en Costa Rica , donde una parte de la población desciende de judíos sefarditas que huían de la Inquisición, y que posteriormente recibió algunos judíos asquenazíes provenientes de Europa, principalmente de Polonia, Ucrania y Alemania. En la actualidad, en Panamá se encuentra la más grande comunidad judía de la región, que es superior a los 8,000 individuos, principalmente sefardíes.
Las comunidades menonitas suman más de 50 mil personas en Centroamérica, principalmente en Honduras, Nicaragua, Guatemala, Belice y Costa Rica.
Durante la existencia de la Zona del Canal de Panamá, la región fue habitada por miles de estadounidenses blancos llamados zoneítas o zonianos (Zonians en inglés). En los últimos años, Costa Rica también se ha destacado por acoger a miles de trabajadores y pensionados estadounidenses.
A pesar de que el eurocentrismo a nivel popular no tuvo el mismo impacto en Centroamérica como en otras áreas de América Latina, Costa Rica es el país centroamericano con mayor proporción de gente que se auto percibe blanca, especialmente en la región del Valle Central. Sin embargo, en cuanto a la categorización racial existen diametrales diferencias en diversos estudios que segmentan a blancos y mestizos costarricenses en diferentes grupos, dando como resultado gran cantidad de cifras distintas.

### Galería

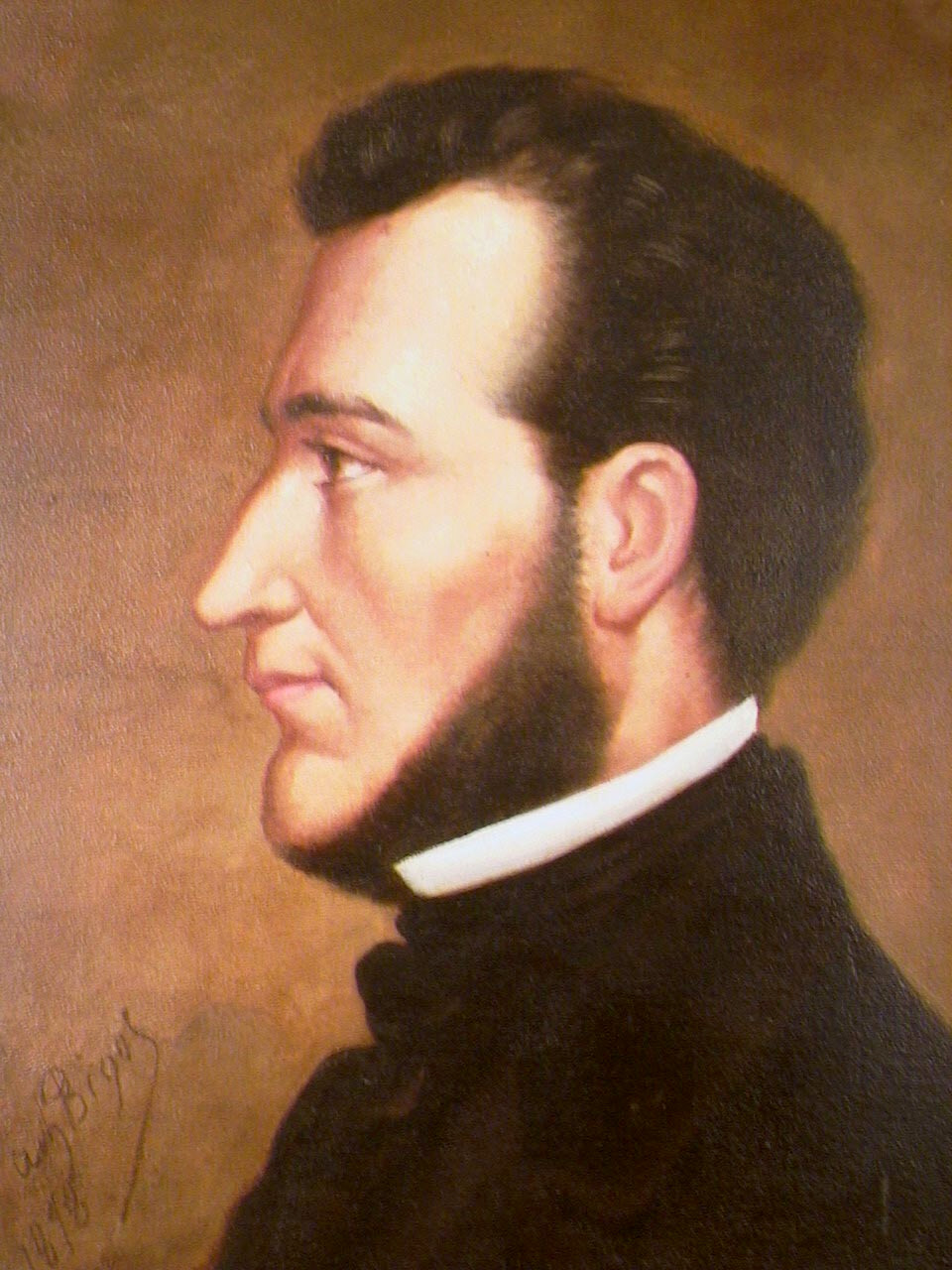
Francisco Morazán, militar y político hondureño de ascendencia corso-española.
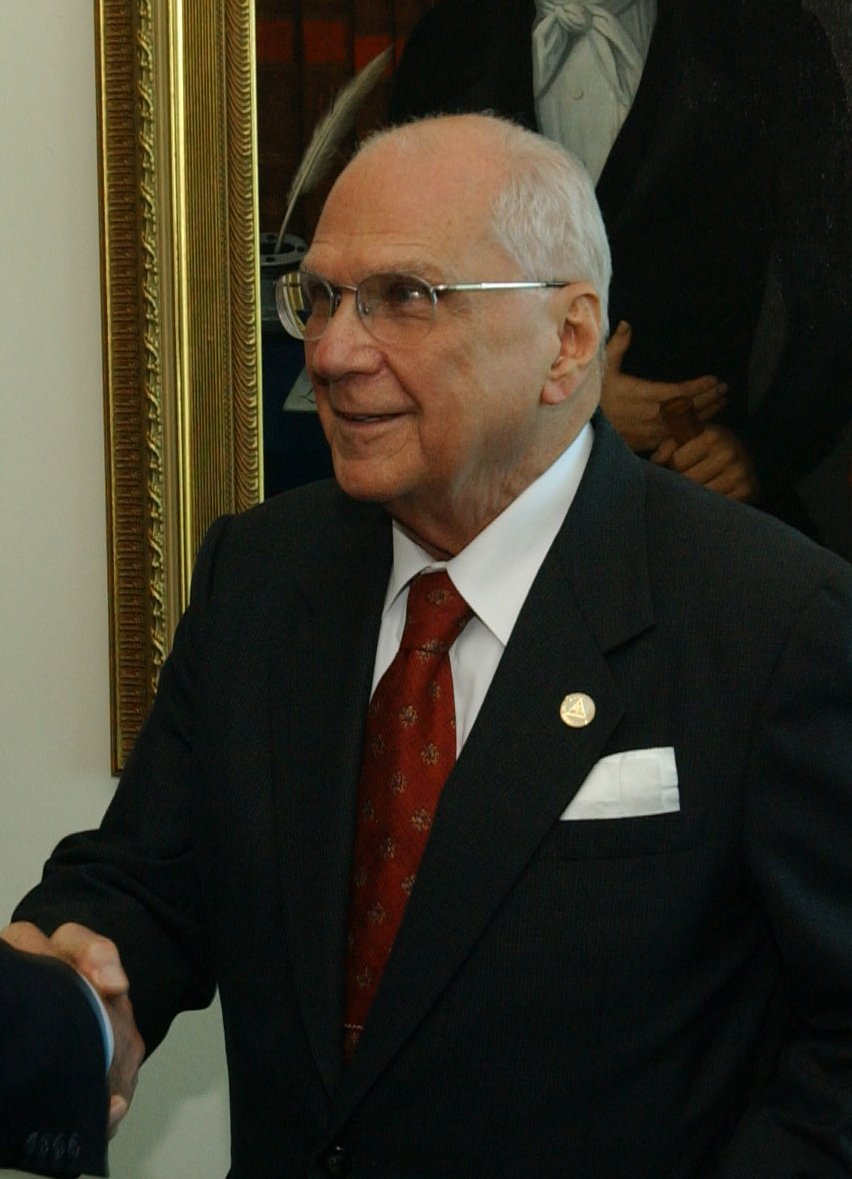
Enrique Bolaños Geyer, presidente nicaragüense (2002-2007) de ascendencia alemana.
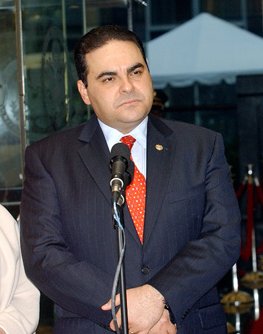
Elías Antonio Saca, presidente salvadoreño (2004-2009) de ascendencia palestina.
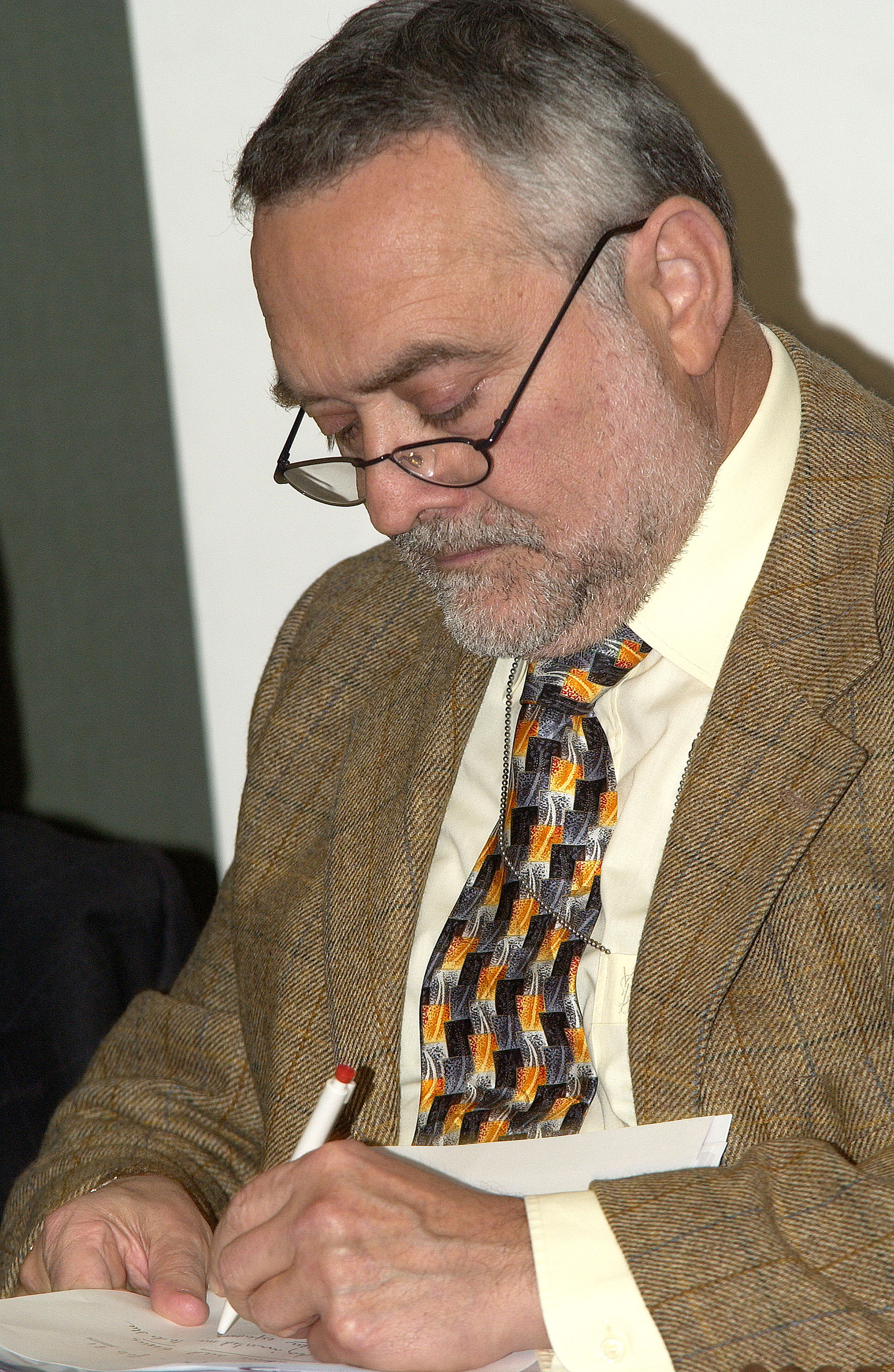
Salvador Moncada, médico hondureño de ascendencia española.
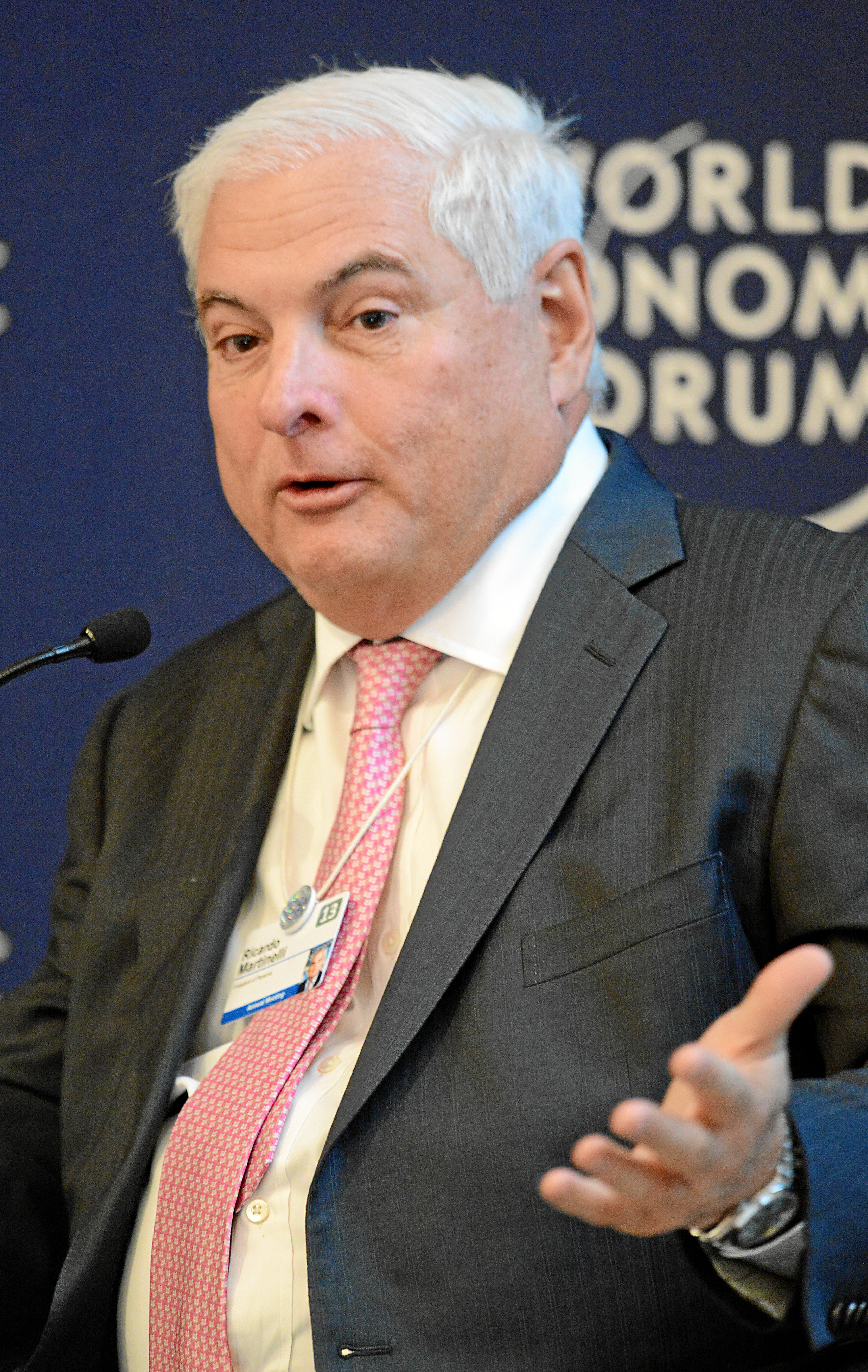
Ricardo Martinelli, presidente panameño (2009-2014) de ascendencia italiana.

## Afrodescendientes

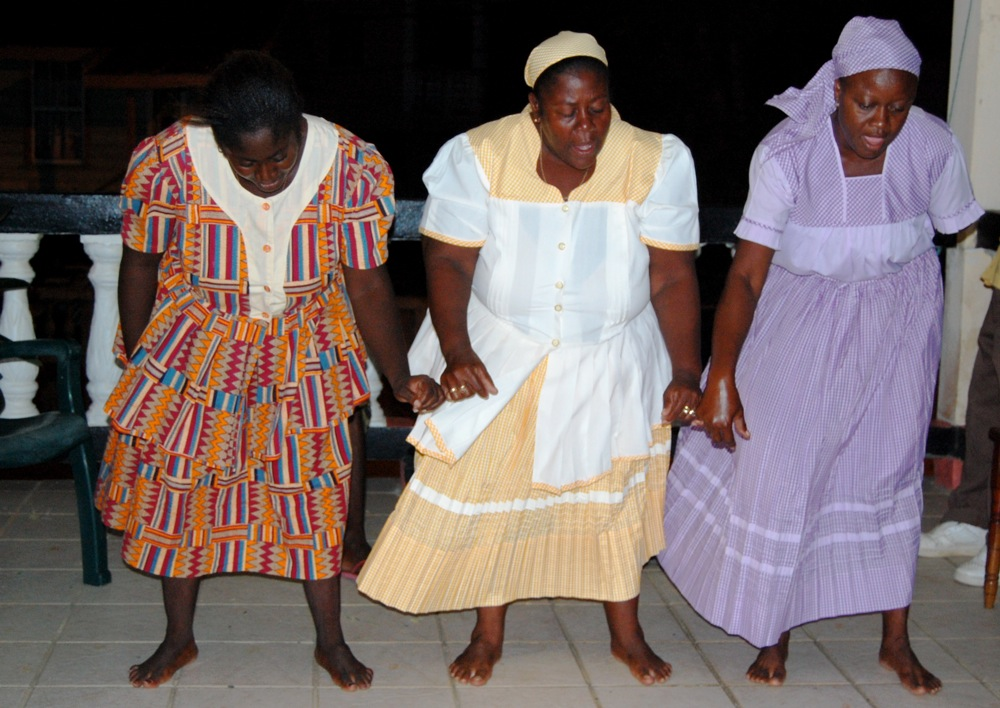
Baile garífuna en Belice.

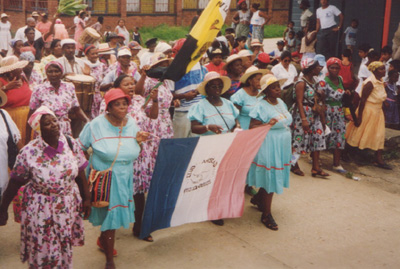
Garífunas en Guatemala.

Los primeros africanos en Centroamérica fueron traídos en calidad de esclavos por los conquistadores españoles. Dentro del sistema de castas, los descendientes de africanos ocuparon la escala más baja ya que se pensaba que la sangre negra nunca podía "limpiarse". De la convivencia de los africanos con otros grupos étnicos surgieron todo tipo de mezclas: mulato (de negra y español), zambo (de negra e indio), morisco (de mulata y español), albino (de morisca y español), torna atrás (de albina y español), torna atrás tente en el aire (de torna atrás y español), chino (de india y mulato), albarazado (de mulata y chino), barcino (de mulata y albarazado), y torna atrás negro con pelo lacio (de mulata y barcino).
En 1824, la República Federal de Centroamérica se convirtió en el primer país del continente en abolir la esclavitud de forma inmediata y permanente. No obstante, bajo las ideas del blanqueamiento, la discriminación hacia el segmento afrodescendiente continuó en los años posteriores.
En la época actual, la población que autoproclama ser afrodescendientes son una proporción considerable de las poblaciones de Panamá y Belice, con importante presencia en Honduras, Costa Rica, Nicaragua y Guatemala. En El Salvador la población que se identifica negra es un grupo reducido, además la entrada de africanos fue prohibida por el Gobierno en 1933. No obstante, hay registros de numerosa presencia de esclavos negros durante el periodo Colonial dejando huella en el mestizaje biológico de El Salvador.

### Creoles
Los creoles o kriols reportan descender de los esclavos africanos traídos por los británicos a sus colonias del Caribe, y que adoptaron parcialmente la cultura anglosajona e incluso llegaron a mezclarse con los colonos británicos. Hasta hace algunos años, los creoles eran más del 60% de la población de Belice, sin embargo, su migración a Estados Unidos y la llegada masiva de autoproclamados mestizos de los países vecinos, hizo que hoy solo sean una cuarta parte de la población total. Aparte de Belice, la costa caribeña de Nicaragua alberga a cerca de 20 mil creoles (Kriols) y la hondureña a más de 10 mil (Negros de habla inglesa).
La construcción del Canal de Panamá requirió de mano de obra procedente de las Antillas, principalmente de la isla de Barbados. En Panamá se usan los términos negro colonial y negro antillano para diferenciar a los africanos traídos por los españoles de los creoles que llegaron a principios del siglo XX.
En Costa Rica los creoles están representados por los descendientes de Jamaiquinos traídos para la construcción del ferrocarril que uniría a Limón con el Valle Central.

### Garífunas
Los garífunas o caribes negros son un grupo clasificado como zambo, cuyo origen se encuentra en un barco de esclavos negros que naufragó en la isla de San Vicente, y que tras mezclarse con los indígenas arawak de la zona, fueron deportados por los británicos a la isla de Roatán, desde donde se dispersaron por las costas caribeñas de Centroamérica.
Los censos oficiales contabilizan más de 400 mil garífunas en Honduras, 34 mil en Belice, 5 mil en Guatemala y 3 mil en Nicaragua.

### Misquitos
Los misquitos (también conocidos como zambos misquitos durante la Colonia) habitan Mosquitia, en la parte oriental de Honduras y Nicaragua. La etnia apareció tras el naufragio de un barco de esclavos negros frente a la costa caribeña de Nicaragua en 1641. Los náufragos se establecieron en diversos puntos del litoral y se mezclaron con los indios misquitos originales. Actualmente los misquitos hablan un idioma muy similar al tawahka, con múltiples préstamos del inglés y las lenguas africanas.
La mayor concentración de misquitos se encuentra en Nicaragua, donde viven más de 120 mil autoidentificados. En Honduras, el censo encontró poco más de 80 mil misquitos.

### Galería

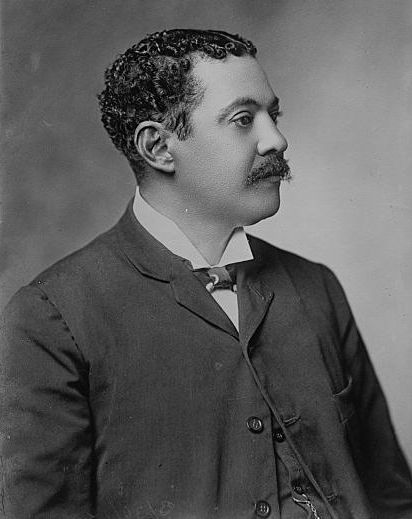
Carlos Antonio Mendoza (1856-1916), presidente de Panamá (1910).
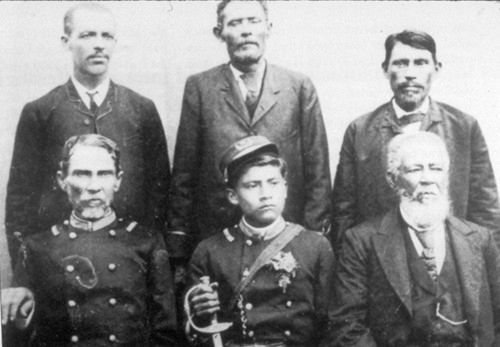
William Henry Clarence (1856-1879), rey de la Nación Misquita (1865-1879).
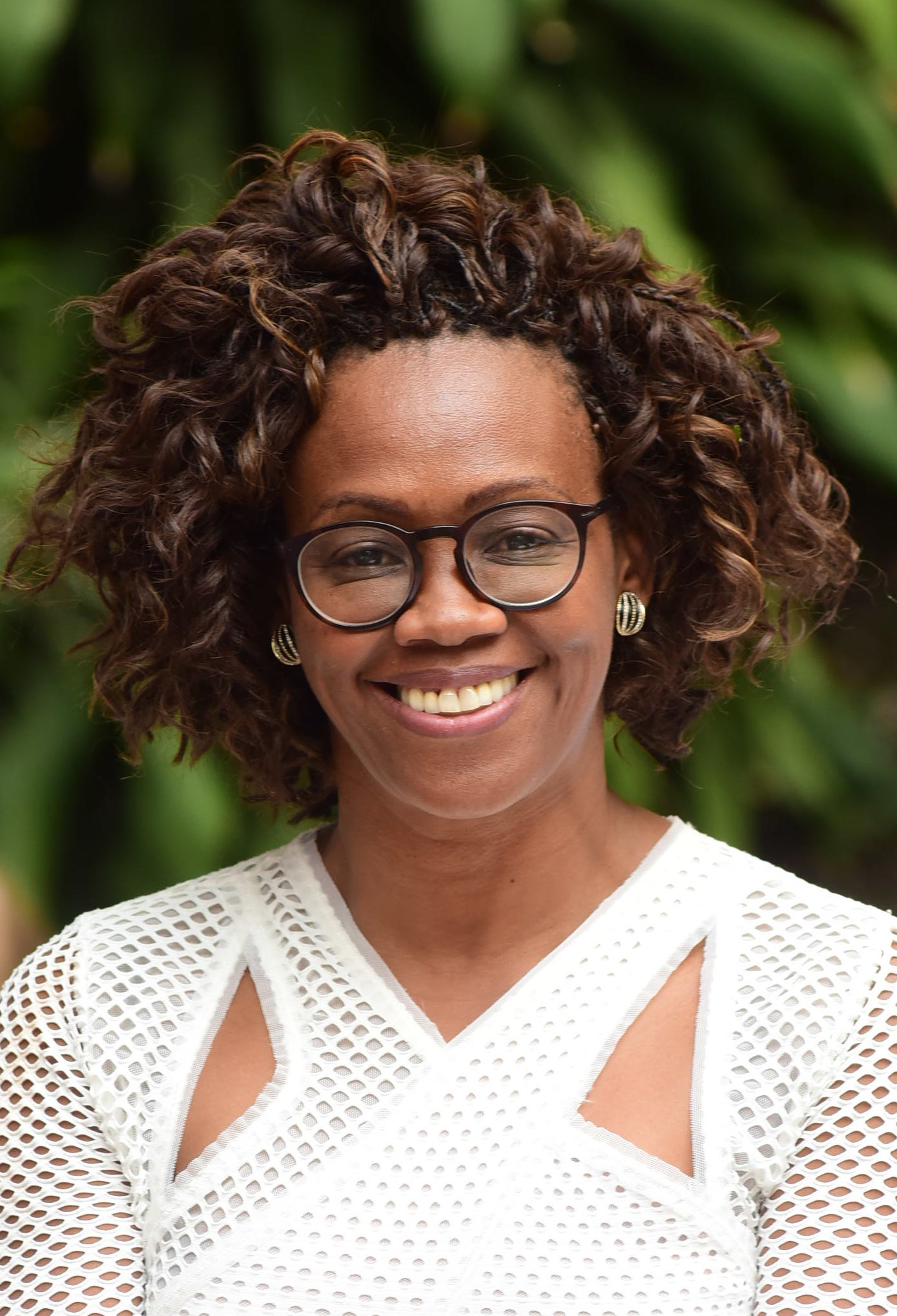
Epsy Campbell Barr, vicepresidenta de Costa Rica (2018 - 2022). Primera mujer afro descendiente en el cargo en América continental.
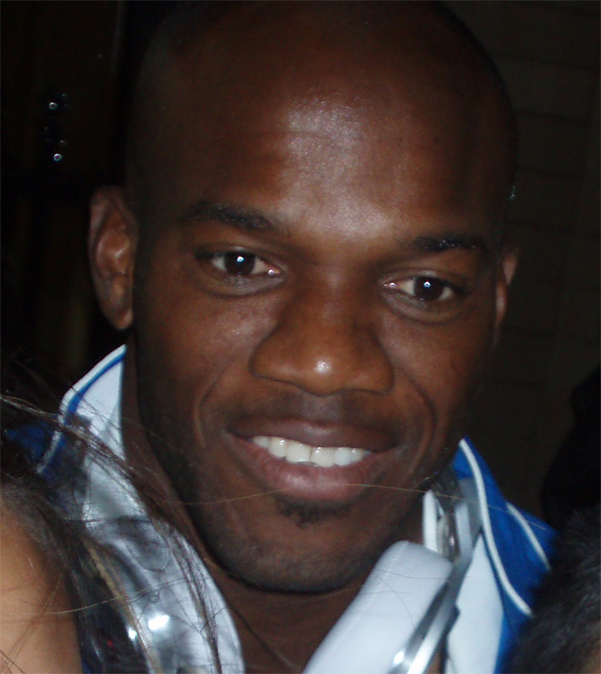
David Suazo, futbolista hondureño.

## Asiáticos

Negocio chino en Belice.

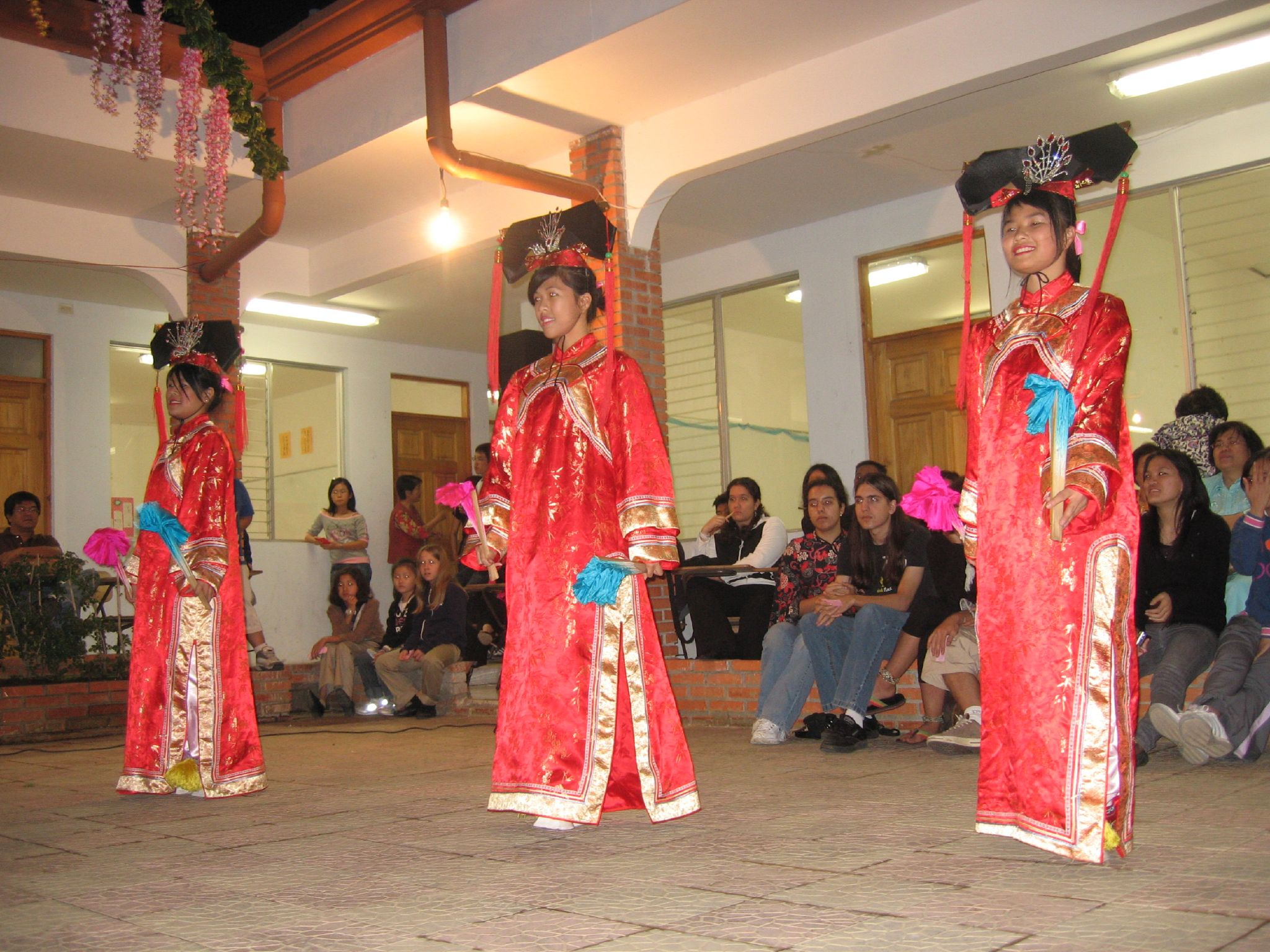
Celebración del Año Nuevo chino en Costa Rica.

La mayoría de los asiáticos en Centroamérica son descendientes de los trabajadores chinos (culíes) que entraron a la región desde mediados del siglo XIX, y que fueron llevados a Panamá y Costa Rica en estado de semi esclavitud para completar grandes obras de infraestructura como el Canal de Panamá.
Pequeñas comunidades de chinos también están presentes en Nicaragua, Honduras, Guatemala y Belice, mientras que El Salvador su entrada fue prohibida en 1933.
En Belice destaca la comunidad de origen hindú, que fue introducida por los británicos como parte de su programa de trabajadores no abonados, y que hoy constituye alrededor del 3% de la población del país. Panamá y Costa Rica (principalmente en Limón) también poseen una pequeña población de origen hindú que llegó en tiempos de construcción del ferrocarril y del Canal transoceánicos.
Los coreanos empezaron a migrar a Guatemala en la década de 1980, y hoy constituyen la comunidad asiática más grande y económicamente influyente del país. Belice también posee una pequeña población de origen coreano.
Actualmente, las mayor proporción de asiáticos se encuentra en Panamá y Belice, seguidas de lejos por Costa Rica.

### Galería

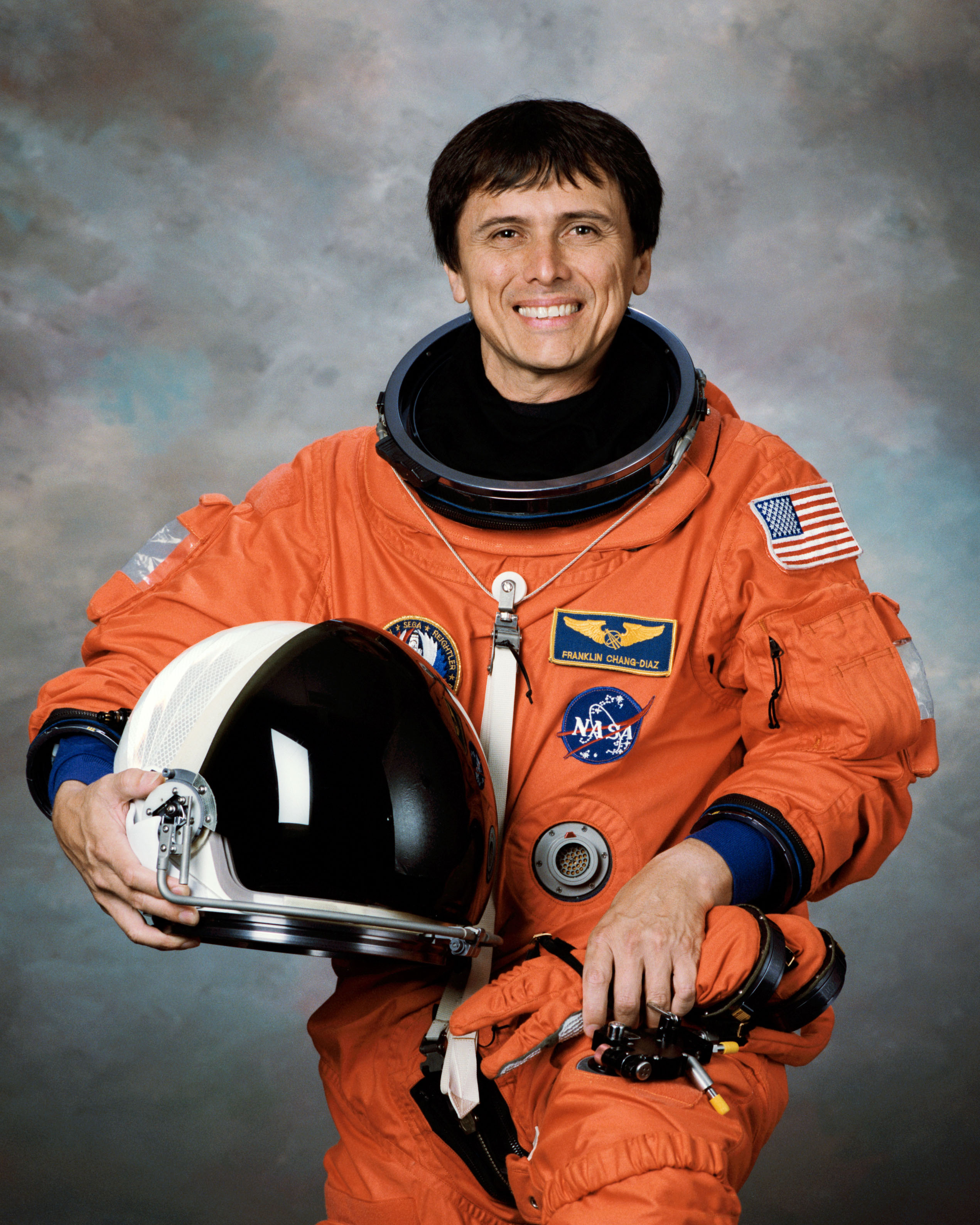
Franklin Chang-Díaz, astronauta costarricense de ascendencia china.
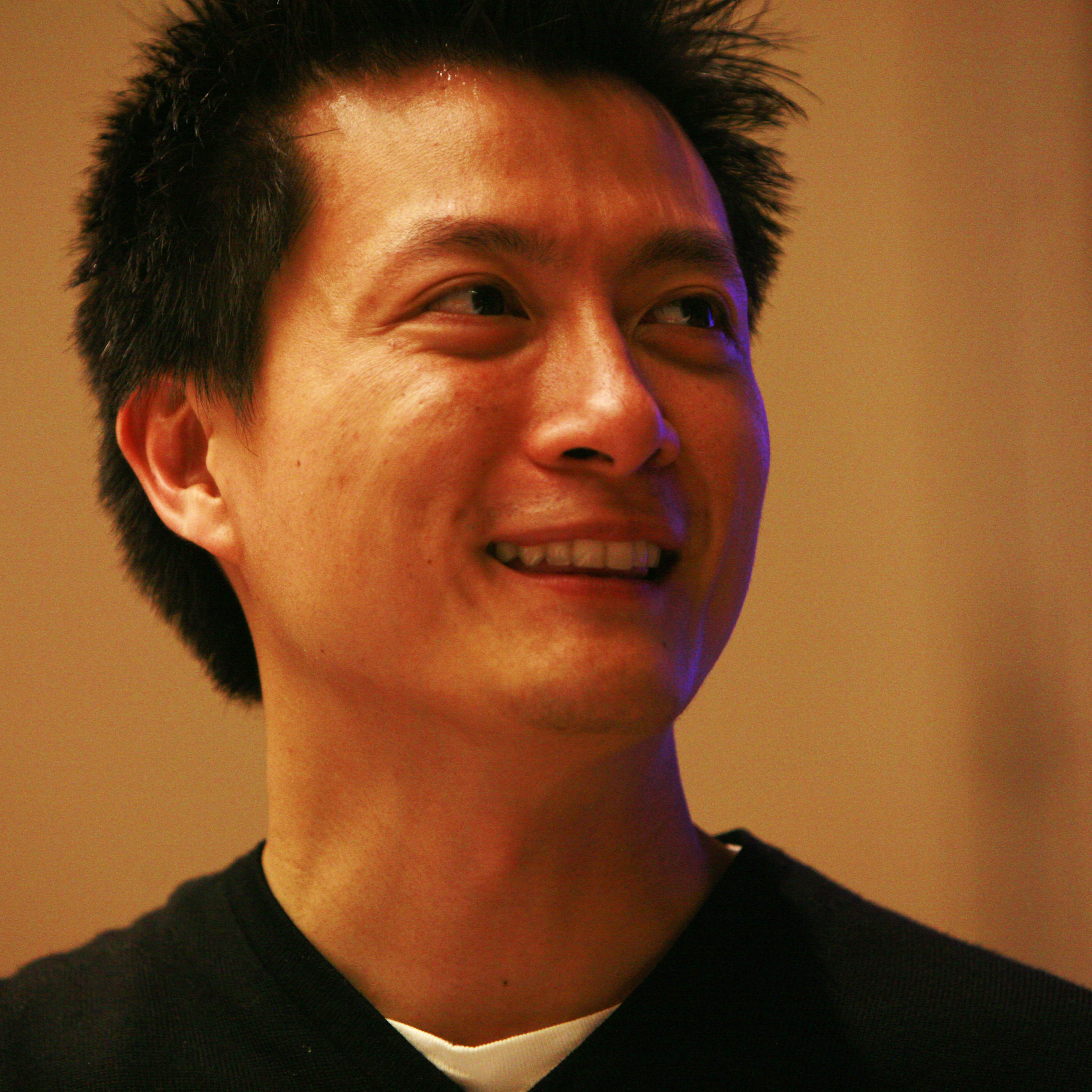
Jorge Cham, caricaturista panameño de ascendencia china.
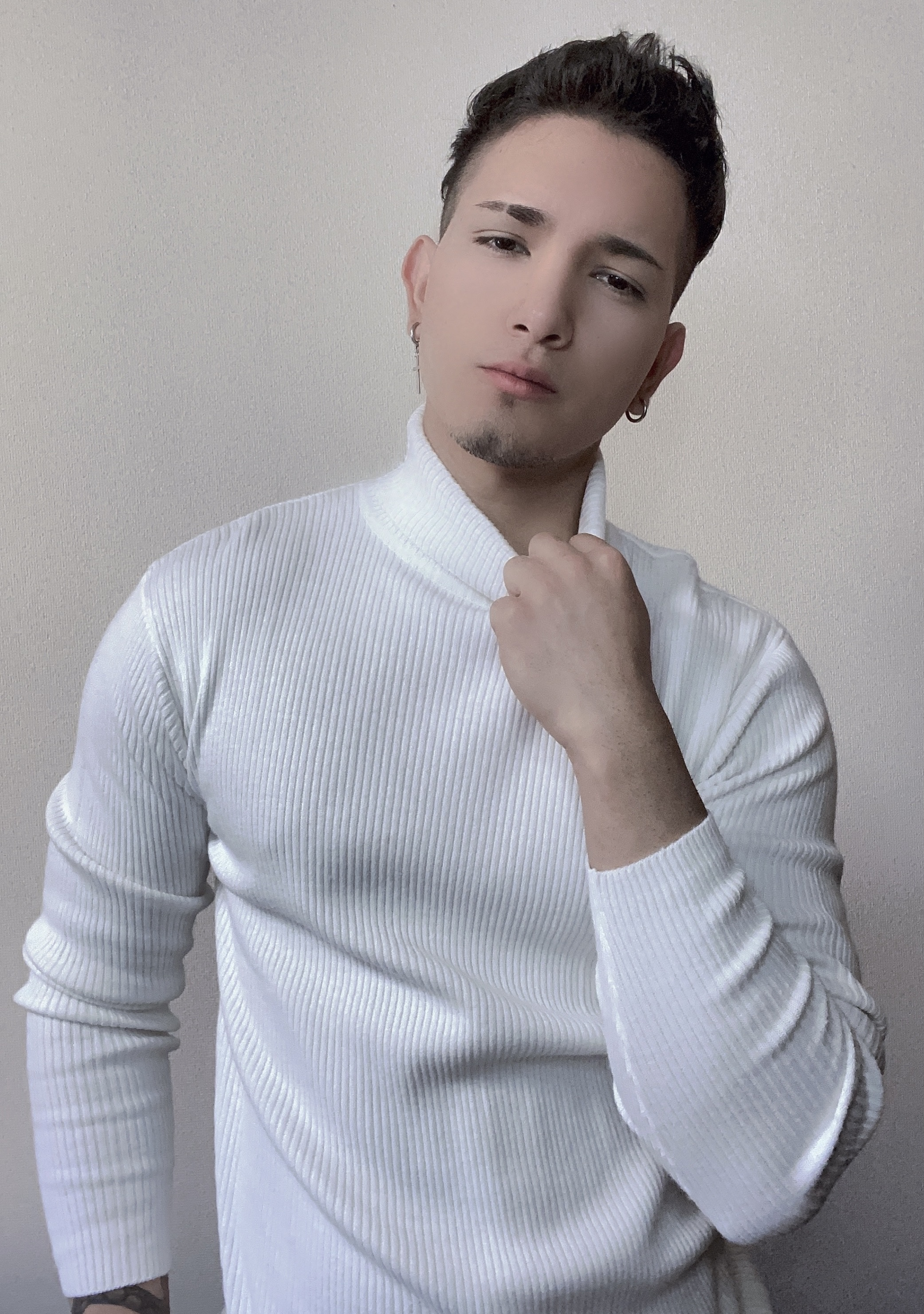
Hajime Waki, cantante hondureño de ascendencia japonesa.

## Composición genética
En estudios genéticos llevados a cabo en varios países del Hemisferio, se ha logrado establecer un perfil genético para determinar la mezcla racial promedio de las naciones centroamericanas. En general, entre cada estudio las diferencias de composición no son muy amplias (especialmente entre Costa Rica, Nicaragua y Honduras), y con frecuencia remiten a una genética trihíbrida.
En 2008, Oliveira Godinho, de la Universidad de Brasilia, realizó el estudio O impacto das migrações na constituição genética de populações latino-americanas, un análisis de compilados genéticos definidos en diferentes países latinoamericanos, obteniendo los siguientes resultados para América Central:
| País        | Aporte europeo | Aporte africano | Aporte amerindio |
| ----------- | -------------- | --------------- | ---------------- |
| Costa Rica  | 38,1%          | 12,2%           | 49,7%            |
| El Salvador | 15,1%          | 9,7%            | 75,2%            |

En 2014 National Library of Medicine (NIH) publicó datos estudios genéticos para varios países de América Latina y el Caribe con énfasis en regiones respecto la evolución del mestizaje entre las poblaciones, para tres países específicos de Centroamérica los datos fueron los siguientes:
| País       | Región estudiada  | Aporte europeo | Aporte africano | Aporte amerindio |
| ---------- | ----------------- | -------------- | --------------- | ---------------- |
| Costa Rica | Valle Central (1) | 67%            | 4%              | 29%              |
| Costa Rica | Valle Central (2) | 58%            | 4%              | 38%              |
| Guatemala  | Este              | 40%            | 7%              | 53%              |
| Nicaragua  | Todo el país      | 69%            | 20%             | 11%              |

En 2016 se realizó el estudio Admixture in the Americas Regional and National Differences en el que se mostraron los siguientes resultados:
| País        | Aporte europeo | Aporte africano | Aporte amerindio |
| ----------- | -------------- | --------------- | ---------------- |
| Belice      | 37%            | 25%             | 38%              |
| Costa Rica  | 49%            | 20%             | 31%              |
| El Salvador | 46%            | 10%             | 44%              |
| Guatemala   | 40%            | 7%              | 53%              |
| Honduras    | 50%            | 8%              | 42%              |
| Nicaragua   | 57%            | 20%             | 23%              |
| Panamá      | 25%            | 39%             | 36%              |

Además, en 2006 el estudio de la revista Cuadernos De Antropología titulado Estimacion de la mezcla genetica en la poblacion de Nicaragua en el que se analizó la composición genética de población costarricense y nicaragüense (incluyendo residentes nicaragüenses en Costa Rica) tuvo los siguientes resultados:
| País       | Aporte europeo | Aporte africano | Aporte amerindio |
| ---------- | -------------- | --------------- | ---------------- |
| Costa Rica | 61,04%         | 9,05%           | 29,91%           |
| Nicaragua  | 46,88%         | 16,29%          | 36,83%           |

La investigación Social-group identity and population substructure in admixed populations in New Mexico and Latin America de 2017 encontró los siguientes resultados en muestras analizadas para América Central:
| País       | Aporte europeo | Aporte africano | Aporte amerindio |
| ---------- | -------------- | --------------- | ---------------- |
| Costa Rica | 72%            | 3%              | 25%              |
| Guatemala  | 43%            | 5%              | 52%              |

El estudio Admixture and genetic relationships of Mexican Mestizos regarding Latin American and Caribbean populations based on 13 CODIS-STRs de 2015 encontró que la mezcla genética de algunos países centroamericanos era la siguiente:
| País        | Aporte europeo | Aporte africano | Aporte amerindio |
| ----------- | -------------- | --------------- | ---------------- |
| Costa Rica  | 63,8%          | 6,2%            | 29,9%            |
| El Salvador | 46,7%          | 4,5%            | 48,8%            |
| Guatemala   | 40,9%          | 2,6%            | 56,4%            |
| Honduras    | 58,4%          | 5,4%            | 36,2%            |
| Nicaragua   | 52,1%          | 13,6%           | 34,3%            |

Según una investigación entre 2012 y 2017, los resultados del componente genómico en los países de América central fueron los siguientes
| País        | Aporte europeo/arábigo | Aporte africano | Aporte amerindio |
| ----------- | ---------------------- | --------------- | ---------------- |
| Belice      | 46%                    | 24%             | 27%              |
| Costa Rica  | 75%                    | 7%              | 18%              |
| El Salvador | 54%                    | 6%              | 40%              |
| Guatemala   | 40%                    | 15%             | 45-54%           |
| Honduras    | 51-59%                 | 16%             | 33%              |
| Nicaragua   | 58-62%                 | 14%             | 28%              |
| Panamá      | 58%                    | 18%             | 24%              |

### Costa Rica
De acuerdo a un estudio genético realizado en 2002, la composición genética de las regiones de Costa Rica es la siguiente:
| Región     | Aporte africano | Aporte amerindio | Aporte europeo |
| ---------- | --------------- | ---------------- | -------------- |
| Atlántica  | 13%             | 34%              | 53%            |
| Central    | 7%              | 28%              | 65%            |
| Chorotega  | 14%             | 35%              | 51%            |
| Sur        | 8%              | 38%              | 54%            |
| Norte      | 7%              | 27%              | 66%            |
| Costa Rica | 9%              | 30%              | 61%            |

Tres investigaciones llevadas a cabo en el Valle Central, encontraron que la mezcla genética era la siguiente:
| Año  | Aporte europeo | Aporte africano | Aporte amerindio |
| ---- | -------------- | --------------- | ---------------- |
| 2008 | 67%            | 4%              | 29%              |
| 2010 | 58%            | 4%              | 38%              |
| 2017 | 72%            | 3%              | 25%              |

Otra investigación llevada a cabo en 2018 con muestras de distintos grupos étnicos encontró la siguiente composición genética:
| Grupo étnico                        | Aporte europeo | Aporte amerindio | Aporte africano |
| ----------------------------------- | -------------- | ---------------- | --------------- |
| Mestizos del Valle Central          | 66%            | 24%              | 10%             |
| Mestizos de provincia de Guanacaste | 43%            | 29%              | 28%             |
| Afrocaribeños                       | 8%             | 3%               | 89%             |
| Grupos Indígenas                    | 18%            | 77%              | 5%              |
| Inmigrantes nicaragüenses           | 43%            | 41%              | 16%             |

### Guatemala
Una investigación realizada sobre muestras de ladinos y mayas de Guatemala, encontró los siguientes resultados:
| Grupo étnico | Aporte amerindio | Aporte europeo | Aporte africano |
| ------------ | ---------------- | -------------- | --------------- |
| Ladino       | 55%              | 41%            | 4%              |
| Maya         | 92%              | 8%             | 0%              |

### Honduras
Un estudio realizada sobre muestras generales y de garífunas de la costa Caribe de Honduras, mostró los siguientes resultados:
| Población | Aporte europeo | Aporte africano | Aporte amerindio |
| --------- | -------------- | --------------- | ---------------- |
| Honduras  | 58,4%          | 5,4%            | 36,2%            |
| Garífunas | 26,0%          | 62,0%           | 12,0%            |

### Nicaragua
- Un estudio de 2006 encuentra la siguiente mezcla genética:[92]

| Población       | Aporte europeo | Aporte africano | Aporte amerindio |
| --------------- | -------------- | --------------- | ---------------- |
| Región Pacífica | 47%            | 16%             | 37%              |
| Región Caribe   | 40%            | 52%             | 8%               |

- Una investigación de 2010 reveló que la mezcla genética en Nicaragua era la siguiente:[89]

| Aporte europeo | Aporte africano | Aporte amerindio |
| -------------- | --------------- | ---------------- |
| 69%            | 20%             | 11%              |

### Panamá
Un estudio llevado a cabo en las provincias de Panamá, mostró que la ancestría genética se distribuía de la siguiente forma:
| Provincia  | Aporte africano | Aporte amerindio | Aporte caucásico |
| ---------- | --------------- | ---------------- | ---------------- |
| Chiriquí   | 5,56%           | 50,63%           | 43,80%           |
| Coclé      | 16,47%          | 55,25%           | 28,28%           |
| Colón      | 69,34%          | 25,00%           | 5,65%            |
| Herrera    | 58,45%          | 28,44%           | 13,11%           |
| Los Santos | 62,29%          | 14,35%           | 22,72%           |
| Panamá     | 57,01%          | 26,25%           | 16,74%           |
| Veraguas   | 18,59%          | 44,29%           | 37,12%           |
| Panamá     | 38,72%          | 35,87%           | 25,40%           |

Un estudio similar reveló que la mezcla genética por provincia es la siguiente:
| Provincia  | Aporte africano | Aporte europeo | Aporte amerindio |
| ---------- | --------------- | -------------- | ---------------- |
| Chiriquí   | 15%             | 21%            | 64%              |
| Coclé      | 10%             | 20%            | 70%              |
| Colón      | 47%             | 19%            | 34%              |
| Herrera    | 20%             | 40%            | 40%              |
| Los Santos | 25%             | 42%            | 33%              |
| Panamá     | 27%             | 23%            | 50%              |
| Veraguas   | 11%             | 39%            | 50%              |
| Panamá     | 24%             | 25%            | 51%              |